# 偏微分方程式
偏微分方程式（へんびぶんほうていしき、英: partial differential equation, PDE）は、未知関数の偏導関数を含む微分方程式である。

## 概要
微分方程式は通常多くの解をもち、しばしば解集合を制限する境界条件を付加して考える。常微分方程式の場合にはそれぞれの解がいくつかのパラメータの値によって特徴付けられるような族を解としてもっているが、偏微分方程式については、パラメータは関数値をとると考えるほうが有用である。このことは、過剰決定的な方程式系でない限りは概ね正しいといえる。 
偏微分方程式は、自然科学の分野で流体や重力場、電磁場といった場に関する自然現象を記述するモデルとして現れる。これらの場というものは例えば、フライトシミュレーションやコンピュータグラフィックス、あるいは天気予報などを扱うために重要な役割を果たす道具である。また、一般相対性理論や量子力学の基本的な方程式も偏微分方程式である。また、経済学においても重要な概念であり、特に金融工学において多用される。

## 記法
以下では未知関数 ψ の変数 x に関する偏微分を ψx のように表す：
{\displaystyle \psi _{x}:={\partial \psi  \over \partial x},}
{\displaystyle \psi _{xy}:={\partial ^{2}\psi  \over \partial y\,\partial x}.}
また、特別な記述がない限り、変数は時間 t と3次元空間 (x, y, z) とするが、数学的には一般の次元に拡張できる。

## 楕円型偏微分方程式

### ラプラス方程式
非常に重要で基礎的な偏微分方程式として、
{\displaystyle \psi _{xx}+\psi _{yy}+\psi _{zz}=0}
なる楕円型偏微分方程式をラプラス方程式と呼ぶ。これはまた、∇（ナブラ）や Δ（ラプラス作用素）といった微分作用素を用いて
{\displaystyle {\nabla }^{2}\psi =0,\quad \Delta \psi =0}
のようにも書かれる。ラプラス方程式の解は調和関数と呼ばれ、重力場や静電場といった物理的なベクトル場のポテンシャルを与える。

### ポアソン方程式
ラプラス方程式は既知の関数 f (x, y, z) に関する微分方程式
{\displaystyle \nabla ^{2}\psi =\psi _{xx}+\psi _{yy}+\psi _{zz}=f(x,y,z)}
に一般化される。この偏微分方程式をポアソン方程式という。これは質量の存在する重力場や、電荷の存在する静電場など、場に発生源がある場合のポテンシャルを記述する方程式である。

### ヘルムホルツ方程式
次の方程式のことをいう。電磁波の放射、地震学、音響学などで用いられる。
{\displaystyle (\nabla ^{2}+k^{2})\psi =0}

## 双曲型偏微分方程式

### 波動方程式
波動方程式は時間変数 t を含む双曲型偏微分方程式
{\displaystyle \psi _{tt}=c^{2}\nabla ^{2}\psi =c^{2}(\psi _{xx}+\psi _{yy}+\psi _{zz})}
のことである。この方程式は光波や音波といった波を記述するもので、定数 c は波の速さを示している。より身近な現象として、ひもの振動であるとか太鼓の鼓面の振動などといったものもこの方程式に従う。波動方程式の解は基本的には正弦波を重ね合わせることによって得られる。

### 移流方程式
移流方程式（en:Advection）は速度場 u = (u, v, w )のもとでの保存スカラー量ψの輸送を記述するもので、方程式は
{\displaystyle \psi _{t}+\nabla \cdot (\mathbf {u} \psi )=\psi _{t}+(u\psi )_{x}+(v\psi )_{y}+(w\psi )_{z}=0}
であたえられる。もし速度場 u が管状ベクトル場、すなわち ∇・u = 0 ならば方程式は
{\displaystyle \psi _{t}+\mathbf {u} \cdot \nabla \psi =\psi _{t}+u\psi _{x}+v\psi _{y}+w\psi _{z}=0}
と簡略化される。
一次元定常移流方程式
{\displaystyle \psi _{t}+u\psi _{x}=0}
（u は定数）は一般に豚小屋問題 (pigpen problem) と称される。

## 放物型偏微分方程式

### 拡散方程式
拡散方程式は与えられた領域において時間とともに変化する場を記述する放物型偏微分方程式で、
{\displaystyle u_{t}=k\nabla ^{2}\psi =k(\psi _{xx}+\psi _{yy}+\psi _{zz})}
によって与えられる。ψはたとえば温度場（熱伝導方程式）や、物質の濃度場（フィックの法則）などを表す。定数 k は物質の熱伝導性や拡散係数などを示している。解は時間の増加とともに大体均一に分布するように変化し、t→∞で調和関数に近づく。

### その他の方程式
- シュレーディンガー方程式は量子力学の核心となる偏微分方程式である[4]。

## 非線型偏微分方程式
以上の例はすべて、 与えられた線形作用素 A と既知関数 f によって、Aψ = f という形に表されるという意味で線型である。 そうでない、一般に非線形な偏微分方程式として重要なものに、
- 流体を記述するナビエ-ストークス方程式[5]
- 一般相対性理論におけるアインシュタインの場の方程式
- 非線形波動を記述するKdV方程式[6]・mKdV方程式 (これらの方程式は可積分系でも研究されている)
- クレローの方程式
- 非線形シュレディンガー方程式[6][7][8]

などがある。

## 解法
線型偏微分方程式はその解を基底関数系で線型展開したもので近似することにより一般的に解かれる事が多い（たとえば正弦波関数を使ったフーリエ級数展開）。展開した個々の解の線型結合もまた元の方程式の解になる。また線型偏微分方程式が変数分離可能な構造を持つ場合には変数分離法により低い次元の微分方程式の問題に帰着して解くことが
できる場合がある。
しかし非線型な微分方程式に対しては一般的に使える解法理論はなくて、実際上のほとんどの方程式は解析的な方法では解くことが出来ない。（しかし，あるタイプの方程式には解法が存在することがある。たとえば、ホモトピー原理は過少決定性の方程式系を解くための非常に強力な方法である。また、ソリトン方程式に対しては広田の方法を使うのが標準的である。）
あるいは偏微分方程式を容易に解ける方程式から変化したものであるとみなせる場合にはその解を摂動的な展開を用いて表すことで近似解が得られる場合がある。またそれ以外に数値的な近似解法として、有限差分スキームや有限要素法などが挙げられる。 具体的な解が必要であるが解析的な手段を用いては解くことのできない多くの科学や工学上の問題は，このような近似手法により離散化された大規模な数値計算の問題に変換され，もっぱらコンピュータを用いた計算により解かれる。境界条件も含めて近似解を表すための自由度は非常に大きいものになることが普通であるので，計算を行うために扱うデータの量や演算の回数の多さから，計算機の性能向上と共に効率的な近似法や数値解法の開発が進められ発展してきた。
fill in: ディリクレ-ノイマン境界、双曲的/放物的/楕円的変数分離、フーリエ解析、グリーン関数

### 関連分野
- 関数解析学
- 偏微分方程式の数値解法 (en)

### 研究者

#### 日本
- 溝畑茂
- 加藤敏夫
- 藤田宏
- 増田久弥

#### 海外
- ヴォルフガンク・ウォルター
- テレンス・タオ
- ピーター・オルバー (en)

### 和書
- 寺沢寛一『自然科学者のための数学概論』（増訂版）岩波書店、1983年5月18日。ISBN 4-00-005480-5。
- 溝畑茂『偏微分方程式論』岩波書店、1965年8月25日。ISBN 4-00-005971-8。
- 熊ノ郷準. (1978). 偏微分方程式. 共立出版.
- K.E.グスタフソン：「応用偏微分方程式：近代的方法への入門」（上）、海外出版貿易（株）、ISBN 4-905557-02-X (1991年9月1日).
- K.E.グスタフソン：「応用偏微分方程式：近代的方法への入門」（下）、海外出版貿易（株）、ISBN 4-905557-03-8 (1992年9月1日).
- 金子晃：「偏微分方程式入門」、東京大学出版会、ISBN 978-4-13-062903-4　(1998年2月5日)。
- 井川満：「双曲型偏微分方程式と波動現象」、岩波書店、ISBN 4-00-005611-5 (2006年4月5日).
- 村田實、倉田和浩：「楕円型・放物型偏微分方程式」、岩波書店、ISBN 4-00-005650-6 (2006年5月10日).　※ 岩波オンデマンドブックス（2016/12）。
- 田端正久：「偏微分方程式の数値解析」、岩波書店、ISBN 978-4000059794（2010年12月22日).
- スタンリー・ファーロウ(著)、伊理正夫・伊理由美(訳)：「偏微分方程式　科学者・技術者のための使いかたと解き方」、朝倉書店。
- 中村宏樹：「偏微分方程式とフーリエ解析」、東京大学出版会　(東京大学基礎工学双書)。
- W.F.エイムズ：「工学における非線形偏微分方程式 I上」、産業図書（1978年7月28日）。
- W.F.エイムズ：「工学における非線形偏微分方程式 I下」、産業図書（1978年9月1日）。
- W.F.エイムズ：「工学における非線形偏微分方程式 II」、産業図書（1983年）。
- 小薗英雄、小川卓克、三沢正史：「これからの非線形偏微分方程式」、日本評論社、ISBN 978-4-535-78438-3 (2007年5月20日)。
- 柴田良弘、久保隆徹：「非線形偏微分方程式」、朝倉書店、ISBN 978-4-254-11771-4 (2012年).

### 洋書
- Lawrence C. Evans: Partial Differential Equations (Graduate Studies in Mathematics)  American Mathematical Society, 2010/04/.
- Dorina Mitrea: Distributions, Partial Differential Equations, and Harmonic Analysis (Universitext) , Springer, 2019/01.
- Michael Taylor: Partial Differential Equations I-III (Applied Mathematical Sciences),  Springer.
- Egorov, Y. V., & Shubin, M. A. (2013): Foundations of the classical theory of partial differential equations. en:Springer Science & Business Media.
- Egorov, Komech and Shubin : Elements of the Modern Theory of Partial Differential Equations (1999) Springer.
- Sommerfeld, A. (1949): Partial differential equations in physics. en:Academic Press.
- Renardy, M., & Rogers, R. C. (2006): An introduction to partial differential equations. en:Springer Science & Business Media.
- Logan, J. D. (2008): An introduction to nonlinear partial differential equations. John Wiley & Sons.
- Olver, P. J.: Introduction to partial differential equations. Berlin: Springer.
- Fritz Schwarz: Loewy Decomposition of Linear Differential Equations, Springer, ISBN 978-3-7091-1286-1 (2012).